# Razdorski
Razdorski (en rus: Раздорский) és un poble (un khútor) de l'óblast de Rostov, a Rússia, segons el cens del 2010 tenia 449 habitants, pertany al municipi de Krasnoarmeiski.